# Colostethus fugax
Espèce
Statut de conservation UICN

 DD  : Données insuffisantes
Colostethus fugax est une espèce d'amphibiens de la famille des Dendrobatidae.

## Répartition
Cette espèce est endémique de l'Équateur. Elle se rencontre de 600 à 700 m d'altitude sur le versant amazonien de la cordillère Orientale dans le bassin du río Pastaza.

## Publication originale
- Morales & Schulte, 1993 : Dos especies nuevas de Colostethus (Anura, Dendrobatidae) en las vertientes de la Cordillera Oriental del Peru y del Ecuador. Alytes, vol. 11, no 3, p. 97-106.